# Hopi

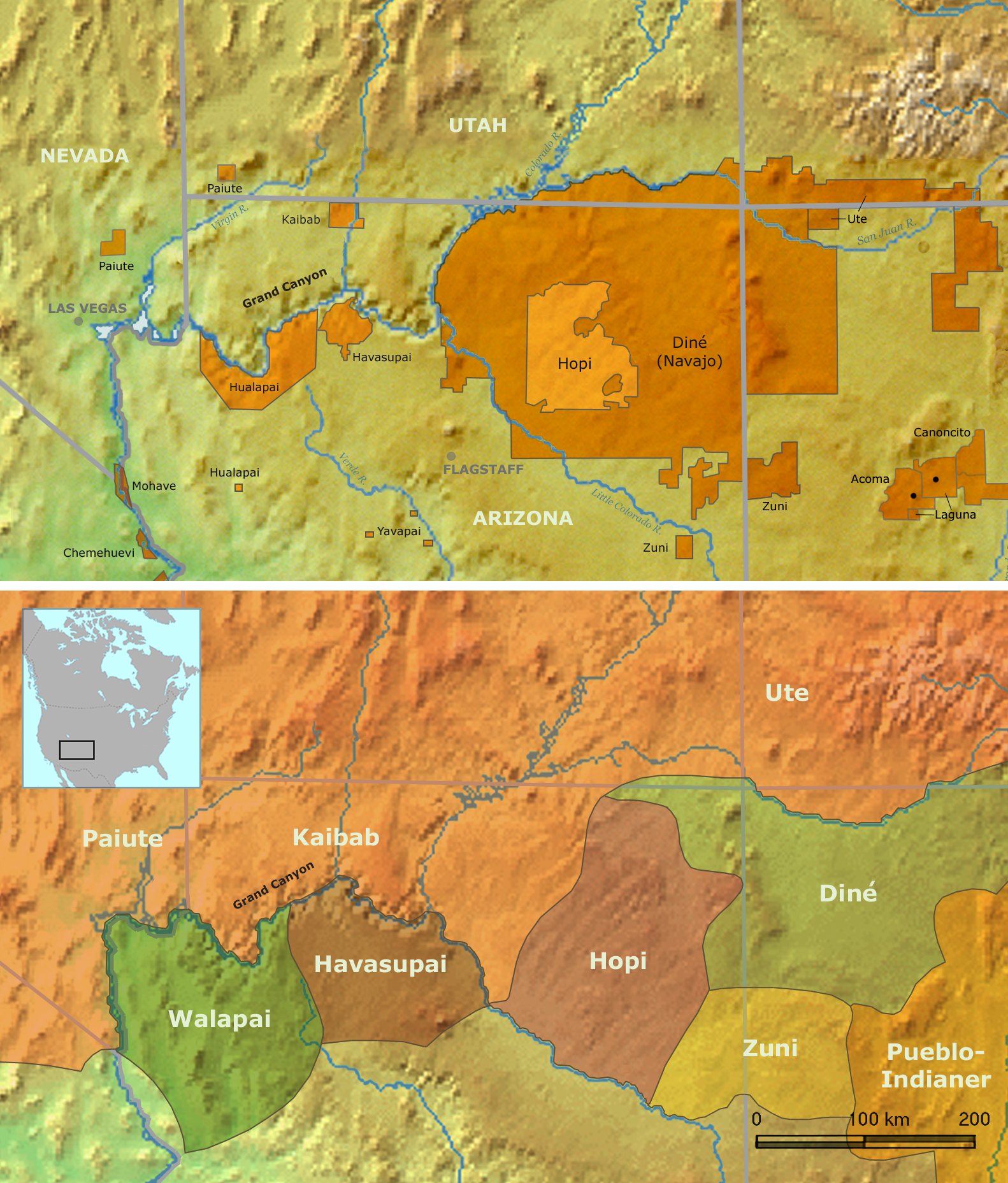
Heutiges Indianerreservat (oben) und traditionelles Stammesgebiet (unten) im Bereich des Grand Canyon

Die Hopi (Abkürzung von Hopituh Shinumu – „friedfertiges Volk“) sind die westlichste Gruppe der Pueblo-Indianer. Sie leben im Nordosten von Arizona im Südwesten der Vereinigten Staaten, die Mehrheit der Hopi ist Teil des Hopi Tribe of Arizona, dessen 12.600 km² großes Reservat heute inmitten der Navajo Nation Reservation der Navajo (Diné) am Rande der Painted Desert liegt. Weitere Hopi sind seit 1945 Teil der Colorado River Indian Tribes (Mohave, Chemehuevi, Hopi und Navajo) im Grenzgebiet von Arizona und Kalifornien.
Früher wurden sie von den Spaniern auch als Moki oder Moqui bezeichnet, wahrscheinlich eine Übernahme der Zuñi-Bezeichnung für die Hopi als Mu:kwi.

## Sprache
Ihre Sprache – das Hopi oder Hopilàvayi („Sprache der Hopi“) gehört zum nördlichen Zweig der uto-aztekischen Sprachfamilie, die in den 1930er-Jahren von dem Linguisten Benjamin Whorf untersucht, mit den indogermanischen Sprachen verglichen und zur Grundlage seiner bis heute kontrovers diskutierten Linguistischen Relativitätstheorie wurde – auch Sapir-Whorf-Hypothese genannt. Danach beeinflusst oder begrenzt oder erweitert die Sprache die Wahrnehmung der Umwelt und das Denken. Whorf stützt sich dabei auf vermeintliche Unterschiede im Zeitverständnis, denn er nahm an, die Hopi würden nur einen an der Natur orientierten, groben Zeitfluss erleben und hätten – da sie ihr Alter nicht genau kannten und keinen Kalender entwickelten – keine differenzierenden Begriffe wie gestern, heute oder morgen. Der Bonner Sprachwissenschaftler Helmut Gipper überprüfte Whorfs Untersuchungen und fand heraus, dass – neben vielen zutreffenden Beobachtungen – einiges (wie die Zeitbegriffe) korrigiert werden muss. Insgesamt widersprach er Whorfs Hypothese.
Es werden heute allgemein vier regionale Dialekte unterschieden:
First Mesa oder (nach Whorf) Polacca:
der „First Mesa“-Dialekt wird auf First Mesa (Östliche Mesa) in Polacca (eine Hopi-Tewa-Siedlung und daher zumeist zweisprachig – zuerst in Tewa und dann „First Mesa“-Dialekt, liegt am Fuß der First Mesa, anders als die anderen Siedlungen oben auf der Mesa), in Walpi Pueblo und in anderen benachbarten Siedlungen gesprochen. Das ebenfalls sich auf der First Mesa befindliche Hano Pueblo wird von Hopi-Tewa bewohnt, die neben Tewa auch eine Hopi-Varietät sprechen.
Mishongnovi bzw. Musangnuve’e Hopilàvayi oder (nach Whorf) Toreva:
der „Mishongnovi“-Dialekt wird auf „Second Mesa (Mittlere Mesa)“ in Mishongnovi Village gesprochen; es hat wenige Sprecher, verglichen mit Sprechern der „First Mesa“- und „Third Mesa“-Dialekte.
Shipaulovi oder (nach Whorf) Sipaulovi:
der „Shipaulovi“-Dialekt wird in der gleichnamigen Siedlung ebenfalls auf „Second Mesa (Mittlere Mesa)“ gesprochen; Shipaulovi liegt nahe der Siedlung Mishongnovi
Third Mesa bzw. Orayvit Hopilàvayi oder (nach Whorf) Oraibi:
der „Third Mesa“-Dialekt wird auf „Third Mesa (Westliche Mesa)“ in Oraibi und benachbarten Siedlungen, als auch in Lower und Upper Moenkopi, welche westlich in einiger Entfernung von „Third Mesa (Westliche Mesa)“ liegen.

## Wohngebiet
Die Hopi nennen ihr traditionelles Stammesgebiet am südwestlichen Rand der Black Mesa Tuuwanasave („das Zentrum / den Mittelpunkt des Universums“), die Hopi bewohn(t)en historisch meist zwischen 9 und 12 autonome Siedlungen mit terrassierten Pueblobauten aus Stein und luftgetrockneten Lehmziegeln (Adobe); heute auch Häuser aus Hohlblocksteinen. Die meisten ihrer Pueblo-Siedlungen liegen auf drei hohen Mesas (First, Second und Third Mesa), die aus dem Colorado-Plateau emporragen, zudem bewohnen sie mehrere Dörfer und Siedlungen jenseits davon, die alle sich auf einer Fläche von 56 Kilometer Umfang befinden. Das Land der Hopi ist eine trockene Hochlandebene. Den Hopi gelingt es, diesem unwirtlichen Boden sehr viele landwirtschaftliche Produkte, vor allem Mais der verschiedensten Sorten, abzuringen. Seit der Jahrtausendwende wird die Versorgung mit Wasser und Elektrizität in den Wohngebieten ausgebaut. Das Pueblo Oraibi auf Third Mesa ist wahrscheinlich die älteste kontinuierlich bewohnte Siedlung der USA.
Es gibt heute zwischen 8.000 und 12.000 Hopi, wovon etwa 7.000 innerhalb des Reservates leben.
Folgende Dörfer und Siedlungen sind bekannt: Waalpi („Ort der Einkerbung“, ca. 900 v. Chr. gegründet), Hano (hááno, háánòwɨ – „Östliches Volk“, Hopi-Adaption des Autonyms der Hopi-Tewa als tʰáánu tééwa), Sichomovi (Sitsomovi, wurde 1750 von Hopi-Clans aus Walpi gegründet), Shongopovi (Songòopavi, Shungopavi, laut Hopi die erste Siedlung auf Second Mesa), Mishongovi (Musangnuvi) und Shipaulovi (Sipaulovi – „Mosquito“, wurde 1750 auf Grund einer Mosquitoplage gegründet) (beide Siedlungen wurden nach dem Pueblo-Aufstand 1680 auf die Hochebene der Second Mesa verlegt), Oraibi (Orayvi/Old Oraibi, seit ca. 1150 bewohnt und einst größte Siedlung, verlor durch den „Oraibi Split“ dreimal viele seiner Bewohner), Hotevilla (Hotvela, 1906 nach dem „Oraibi Split“ durch sog. „Traditionalists“ nach ihrer Vertreibung aus Oraibi gegründet), Bakavi (Paaqavi, 1909 durch sog. „Traditionalists“ aus Oraibi gegründet), Upper Moencopi und (Lower) Moencopi (oft als eine Siedlung „Moencopi/Mùnqapi“ betrachtet, ca. 70 km westlich der Third Mesa, gilt als Satellitengemeinde von Oraibi), Kykotsmovi Village (Kiqötsmovi / New Oraibi, 1890 von „New Hopi“ aus Oraibi gegründet, führte 1906 zum ideologisch-religiösen Schisma, dem „Oraibi Split“), Polacca (Poo la ka ka, eine Hopi-Tewa-Siedlung unterhalb der Dörfer der First Mesa, wurde nach Tom Polacca, Bruder der Hopi-Tewa-Töpferin Nampeyo benannt), Keams Canyon (Pongsikya/Pongsikvi, 1878 als Handelsposten gegründet) und Spider Mound (Yuuwelo Paaki / Yuh Weh Loo Pah Ki). Mit Winslow West existiert eine Siedlung außerhalb des Reservates.
Die heutige Ruine und National Historic Landmark, das einstige Pueblo Awatovi/Awatowi (erbaut ca. 1300–1700), empfing nach erstem Widerstand die Spanier und deren Priester nach dem Pueblo-Aufstand 1680 freundlich und viele Hopi von Awatovi konvertierten zum Christentum; dies führte jedoch zu Konflikten mit den anderen Hopi-Pueblos, die es schließlich ca. 1700 zerstörten (alle Männer wurden getötet und die Frauen in die anderen Pueblos verschleppt). Das einstige Pueblo Sikyátki („Gelbes Haus“, ca. 1300–1700) am Ostrand von First Mesa, wurde vom benachbarten Walpi Pueblo ausgelöscht, da laut mündlicher Überlieferung ein Dorfbewohner aus Sikyátki der Schwester eines Mannes aus Wálpi, der ihn beleidigt hatte, den Kopf abschlug.
Die Dörfer bestehen somit teilweise seit Jahrhunderten, andere gibt es erst seit 1906/09 (oder noch später), diese Dörfer sind zwar durch gemeinsame Herkunft, gemeinsame Clanzugehörigkeit, Blutsbande und Tradition eng untereinander verbunden, unterscheiden sich aber sprachlich, religiös und politisch.
| First Mesa „Erste Mesa“ („Östliche Mesa“)                          | Second Mesa „Zweite Mesa“ („Mittlere Mesa“)                             | Third Mesa „Dritte Mesa“ („Westliche Mesa“)                     | Communities (andere Siedlungen) |
| ------------------------------------------------------------------ | ----------------------------------------------------------------------- | --------------------------------------------------------------- | --- |
| Walpi (Waalpi/Wàlpi) Hano (Hano-Tewa/Hanoki) Sichomovi (Sitsomovi) | Shongopovi (Songòopavi) Mishongnovi (Musangnuvi) Shipaulovi (Sipaulovi) | Hotevilla (Hotvela) Bakavi (Paaqavi) Oraibi (Orayvi/Old Oraibi) | Polacca (Poo la ka ka/Polacca-Tewa) Keams Canyon (Pongsikya/Pongsikvi) Lower Moenkopi (Lower Mùnqapi) Upper Moenkopi (Upper Mùnqapi) Kykotsmovi Village (Kiqötsmovi/New Oraibi) Winslow West Spider Mound (Yuuwelo Paaki/Yuh Weh Loo Pah Ki) |

Die Siedlungen „Keams Canyon“ und „Polacca“ gehören politisch-kulturell zur First Mesa, die Siedlungen „Lower Moenkopi“, „Upper Moenkopi“ und „Kykotsmovi Village (New Oraibi)“ zur Third Mesa.

## Geschichte

### Mythologie

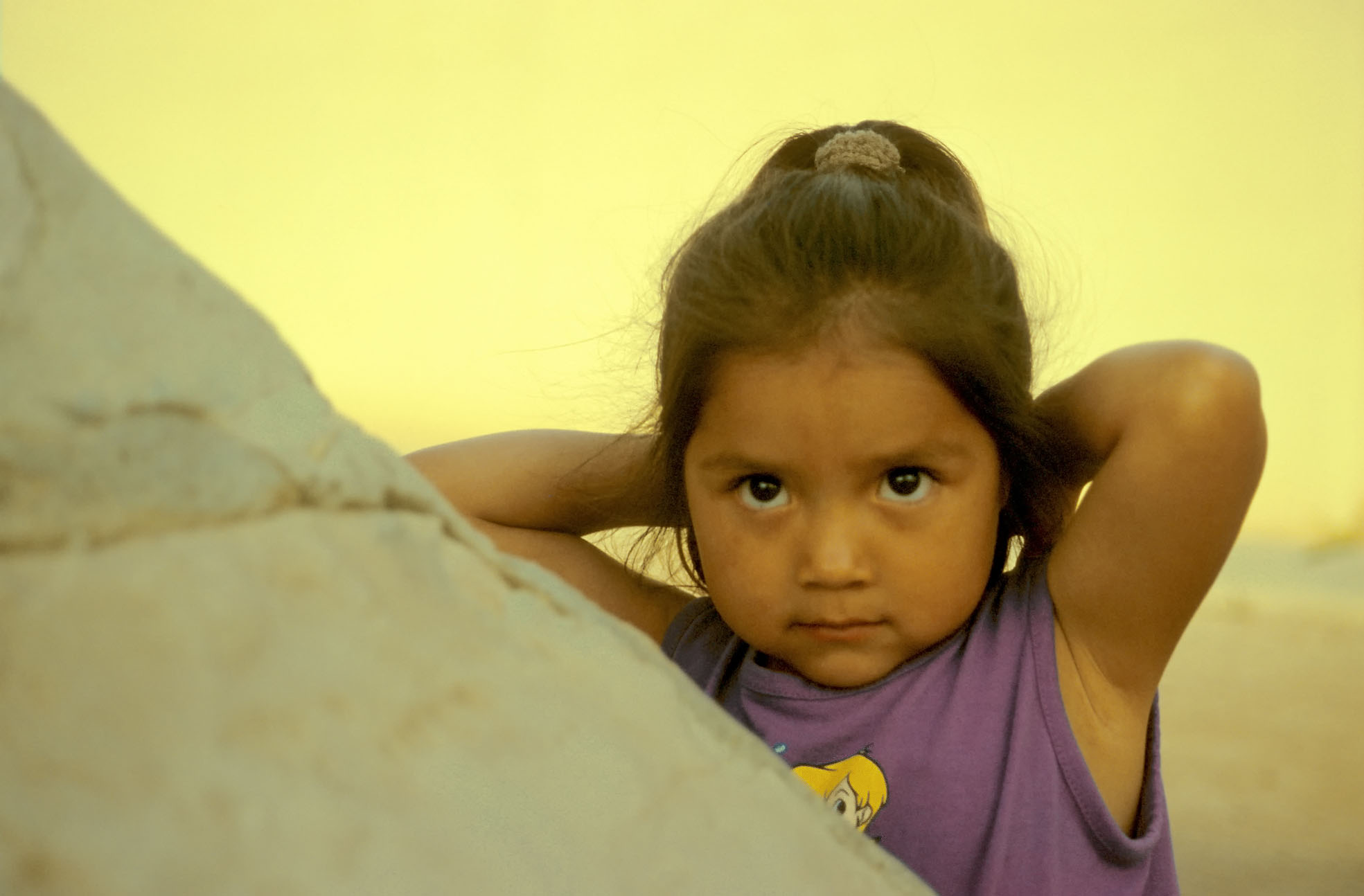
Hopimädchen im Hopi-Reservat in Arizona

Nach der mündlichen Überlieferung der Hopi – Hopinavoti genannt – lebten vor der Erschaffung der Erde die Geister in einem grenzenlosen Raum namens Tokpela. Zur Zeit der Erdschöpfung sollten die Geister menschliche Gestalt annehmen und der Schöpfer bestimmte diejenigen, die das irdische Leben beginnen sollten. Doch schon bald entwickelten sich viele schlechte Menschen und missachteten die Weisungen des Schöpfers. Deshalb wurde die Erste Welt durch Feuer vernichtet und es überlebten nur die Guten, die sich an die Gebote gehalten hatten.
Es entstand die Zweite Welt, aber wieder wurden die Menschen böse. Abermals vernichtete der Schöpfer die Welt, diesmal jedoch mit Eis und Schnee. Da entstand eine neue, die Dritte Welt. Sie war zwar nicht so schön wie die vergangene Welt, dafür lebten in ihr zufriedene Menschen. Irgendwann jedoch wurden auch diese Menschen böse, kämpften gegeneinander und hörten nicht mehr auf den Schöpfer. Einige gute Menschen wollten in einer anderen Welt Zuflucht suchen.
Sie fanden schließlich die Vierte Welt bzw. Tuuwaqatsi, das war unsere heutige Welt, in der Masaw/Maasawu, der Hüter der Welt, lebte. Masaw/Maasawu erlaubte ihnen zu bleiben, warnte sie aber vor den Schwierigkeiten, die ihnen bevorstanden. Sie wohnten an vielen Orten, bevor sie ihre heutige Heimat erreichten. Das neue Land war so unfruchtbar, dass nur Gebete ihnen Regen und damit Nahrung bringen konnten.
Die Hopi glauben, dass in naher Zukunft das fünfte Zeitalter beginnt, da Prophezeiungen zum Ende der vierten Welt bereits eingetreten seien: mit dem Kürbis voll Asche wurde die Atombombe gedeutet, und das Haus aus Glas, wo sich die Völker treffen als das UN-Gebäude in New York.
Laut den Legenden soll es überall auf der Erde brennen und eine Zeit großer Umwälzungen beginnen. Nur Menschen, die es nicht verlernt haben, mit der Natur zu leben, würden überleben. Mehrfache Versuche der Hopi, im Weißen Haus und vor den Vereinten Nationen vorzusprechen, wurden ignoriert. Diese Versuche, mit der westlichen Kultur in Dialog treten zu müssen, sind ebenfalls Teil ihrer Mythen.

### Die Zeit der Spanier
Als im Jahre 1540 Francisco de Coronado vom Süden her (Kalifornien) einmarschierte, lebten die Hopi schon seit Jahrhunderten auf den Mesas. Zu dieser Zeit gab es neun Dörfer – Sikyatki, Koechaptevela, Kisakovi, Sichomovi, Mishongnovi, Shipaulovi, Shungopavi, Oraibi und Awatobi – und der Stamm hatte dem kargen Boden Mais, Bohnen und Melonen abgewonnen. Auf ihrer Suche nach Gold und heidnischen Seelen wurden die Hopi von den Spaniern unterworfen. Sie verschütteten die Kiva der Indianer, verboten ihre heidnischen Zeremonien und machten sie zu Sklaven. Die Unterdrückung der Hopi und der anderen Pueblo-Indianer führte schließlich zum Pueblo-Aufstand von 1680. Auch die friedliebenden Hopi beteiligten sich an der Revolte. Sie töteten alle Mönche in ihren Dörfern und zerstörten die Missionsgebäude. Die Hopi reagierten feindlich auf alle spanischen Versuche, eine neue Mission zu errichten. Nur das Dorf Awatobi hieß die Spanier willkommen und wurde in der Folgezeit von anderen Hopi-Pueblos angegriffen und zerstört. Die Überlebenden fanden Zuflucht in verschiedenen Hopi-Dörfern. Die Ruinen der spanischen Missionen sind heute teilweise noch erhalten.
Die Hopi unterhielten gute Beziehungen zu den meisten anderen Stämmen und legten weite Strecken zurück, um Handel mit ihnen zu treiben. Ihre Webwaren sind sehr gefragt in den Rio-Grande-Pueblos. In Zeiten extremer Dürre verließen sie die Mesas und lebten bei den Zuñi und Havasupai. Die Diné (Navajo), von denen sie manchmal überfallen wurden, sehen sie bis heute als ihre traditionellen Feinde an.

### Die Amerikaner

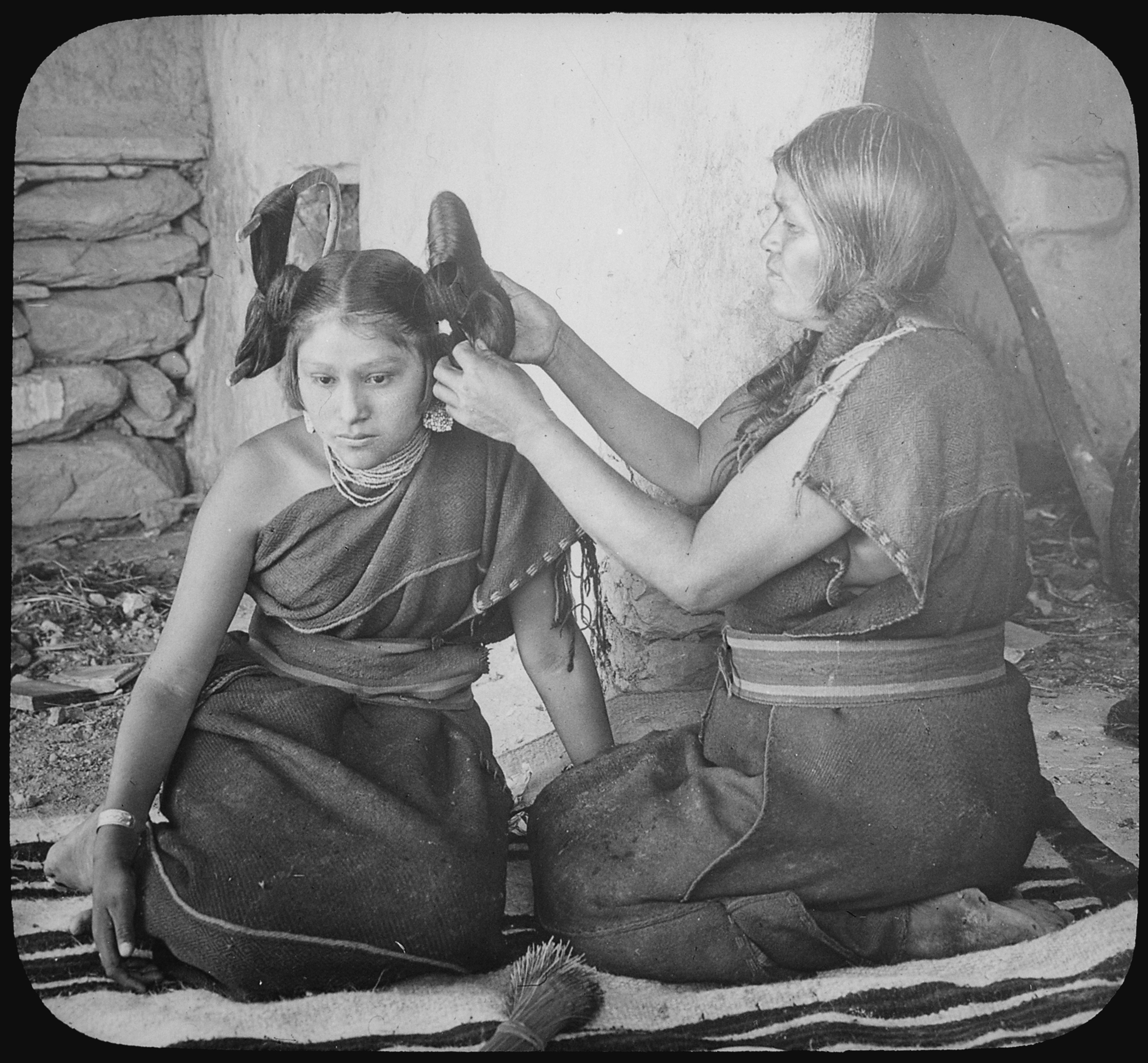
Hopi-Frau frisiert unverheiratetes Mädchen

Der Einfluss der spanischen und der mexikanischen Regierung hatte nach dem Aufstand nicht mehr die abgelegenen Hopi-Dörfer erreicht. So lebten sie relativ friedlich, bis die Amerikaner auf ihrem Zug nach Westen „ihre Ruhe störten“. In der Mitte des 19. Jahrhunderts wurden durch die amerikanische Expansion Angehörige der Diné auf das Territorium der Hopi gedrängt. Dieser Vorfall löste einen Streit zwischen beiden Stämmen aus, der noch heute ausgefochten wird – allerdings im Kongress und vor den Gerichten. Hier verhält es sich allerdings so, dass die Bevölkerung keinen Streit hat, nur die von der US-Regierung eingesetzten Stammesräte.
Ursprünglich waren die Hopi-Dörfer autonome Einheiten. Die US-Regierung versuchte daher, über eingesetzte Verwalter die alleinigen Entscheidungen der Stammesältesten zu beeinflussen. Mittels einer fingierten Wahl, bei der weniger als 10 % der Hopi ihre Stimmen abgaben, wurde den Hopi ein Stammesrat vorgesetzt. Von der Mehrheit der traditionellen Hopi wird dieser Stammesrat nicht anerkannt, da sie das Konzept der Hierarchie nicht unterstützen wollen. Durch diesen Stammesrat konnte das US-Innenministerium jedoch eine Abbaugenehmigung für Uran und Kohle innerhalb des Reservates erwirken.
Das Reservat der Hopi ist seit den 1960er-Jahren immer wieder stark bedroht, da sich Großunternehmen für die dort befindlichen Bodenschätze interessieren. Jedoch konnten sich die Hopi bisher diesem Druck (auch durch eine sehr gute Öffentlichkeitsarbeit) widersetzen. Die Politik der Hopi gegenüber der amerikanischen Regierung ist sehr konsequent und nahezu kompromisslos. Trotzdem gelang es dem für die Hopi tätigen Rechtsanwalt John Sterling Boyden 1966, eine Abbaugenehmigung für die Kohlevorkommen zu unterschreiben. Erst viele Jahre später stellte sich heraus, dass der Anwalt von der Bergbaugesellschaft für die Aushandlung des Vertrages bestochen worden war.
Die Peabody Western Coal richtete nach der erteilten Abbaugenehmigung die Black Mesa Mine ein. Die Kohle wurde durch eine Pipeline aus dem Tagebau zum 439 km entfernten Mojave-Kohlekraftwerk gebracht. Für den Transport in der Rohrleitung musste die feingemahlene Kohle mit Wasser vermengt werden, wofür jährlich 1,2 Milliarden Liter aus den Navajo-Grundwasservorkommen und dem Coconino-Grundwasservorkommen abgepumpt wurden. Die dadurch verursachte Absenkung des Grundwasserspiegels gefährdete das Überleben des Stammes akut. Im Jahr 2006 wurde das Kraftwerk stillgelegt. Es genügte nicht mehr, den Umweltvorschriften zu folgen, die Proteste, angeführt von Nicole Horseherder, gegen den Grundwasserverbrauch und den Kohleabbau waren zu groß geworden.

## Religion

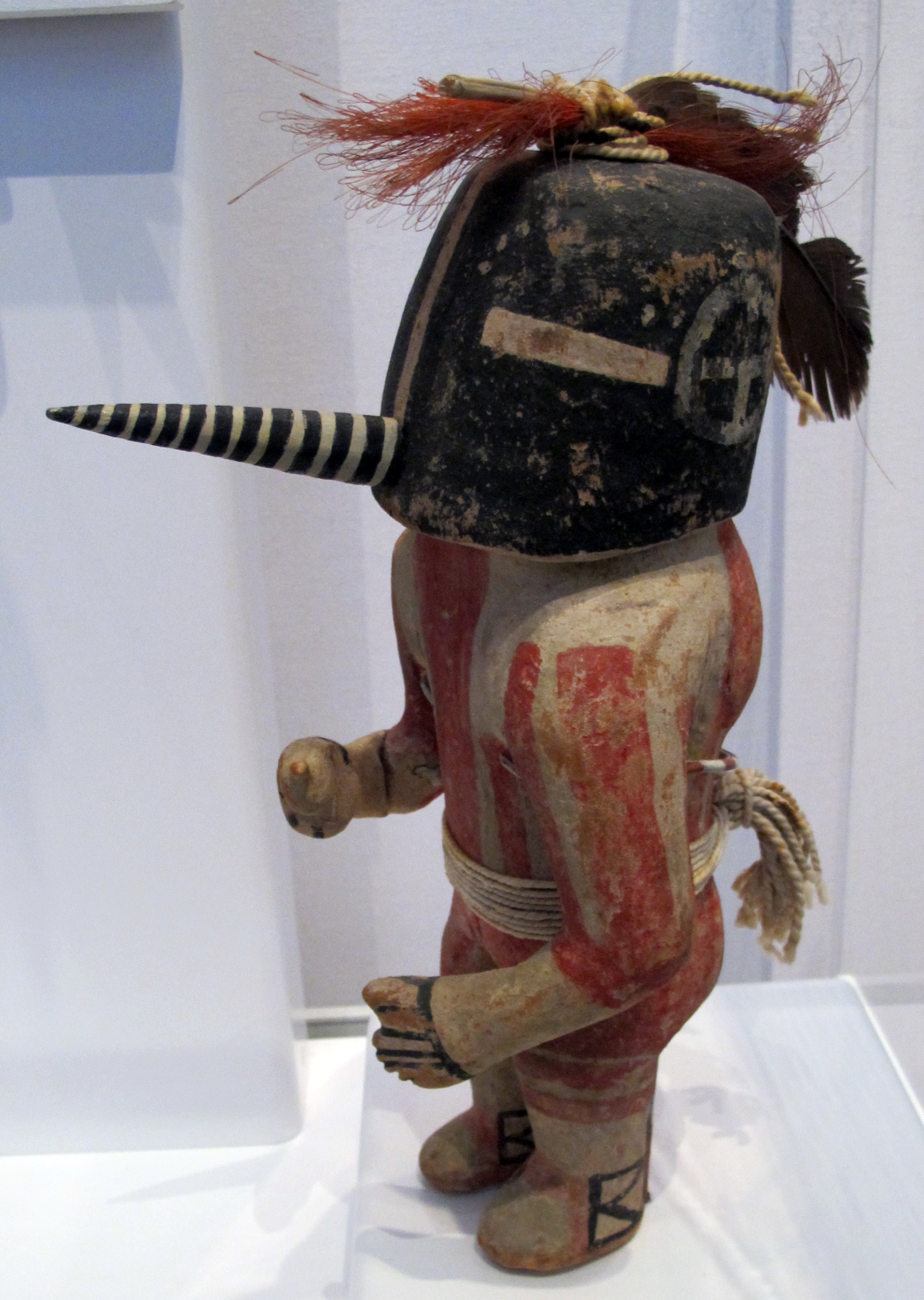
Kachina-Puppe der Hopi

Obgleich die ethnische Religion der Hopi ein erdverbundener (chthonischer) Glaube ist und das Weibliche in der Kultur eine wichtige Rolle spielt, ist die Verehrung einer vergöttlichten Mutter Erde, wie sie häufig beschrieben wird, ursprünglich nicht vorhanden gewesen. Es gab viele Erdgöttinnen, etwa Tuwapongtumsi (Sandaltarjungfrau – Göttin aller Pflanzen), Tiikuywuuti (Kind, das aus der Frau gleitet – Göttin des Jagdwildes) oder Taalawtumsi (Morgendämmerungsfrau – Göttin der Geburt und des Wachstums). Diese drei wurden häufig gleichgesetzt und nicht differenziert, waren jedoch immer anthropomorphe Göttinnen. Erst seit dem Aufkommen des Panindianismus im 20. Jahrhundert wurde der Begriff Mutter Erde als Synonym für sie in der Kommunikation mit den Euroamerikanern verwendet.
Die Hopi sind tief religiös. Die Religion ist so untrennbar mit dem täglichen Leben verknüpft, dass man sie nicht isoliert betrachten kann. Die Stammesältesten glauben, dass sie als Erben die Verwaltung und den Schutz der „Mutter Erde“ übernommen haben. Diese Aufgabe übernehmen die Geheimbünde, Wuutsim genannt. Sie leiten religiöse Zeremonien, die das irdische und geistliche Wohlergehen aller Menschen sichern und gute Beziehungen zur Umwelt und den Geistern aufbauen. Mit den Göttern, die für die Ernte und den dafür nötigen Regen zuständig sind, werden Schlangen, insbesondere Klapperschlangen, in Verbindung gebracht. Sie stellen „Boten“ dar, die dem Wettergott die Bitte um Regen überbringen.
Beide Geschlechter beginnen ihre zeremonielle Laufbahn bald nach dem vollendeten sechsten Lebensjahr mit der Einführung in den Kachina-Kult (Katsina-Kult). Die religiöse Lebenswelt der Hopi kennt eine große Anzahl solcher „Lebensträger“ (Wortbedeutung von Kachina), etwa Götter, Geister, gestorbene Ahnen und Wolken. Eine Kachina wird als Puppe oder auch als entsprechend kostümierter, maskierter Tänzer dargestellt. Frauen nehmen selten aktiv an Zeremonien teil, außer als freiwillige Mitglieder in einem von mehr als drei weiblichen Geheimbünden. Doch in jedem Dorf haben Männer die Möglichkeit, einer großen Anzahl von Geheimbünden beizutreten, darunter solchen, die eine strenge Stammesaufnahme arrangieren und die eine jährliche Wintersonnenwende (Soyal) zelebrieren. Die Soyal ist so wichtig, dass ihr Leiter immer mit einem hohen öffentlichen Amt betraut wird, gewöhnlich dem des Dorfhäuptlings, wobei der Häuptling nur die Exekutive der Besprechungen der Ältesten darstellt und jederzeit von den Frauen abgesetzt werden kann.
Die Kachina sind religiös sehr bedeutend für die Hopi. Zuletzt versuchten sie, zusammen mit der Menschenrechtsorganisation Survival International den Verkauf heiliger Kachina in Frankreich zu stoppen, die aus einer privaten Sammlung versteigert werden sollten und die die Hopi möglicherweise für „geraubt“ hielten. Doch das Gericht entschied gegen die Hopi und die Versteigerung fand statt, was eine Rückführung der Objekte nun erheblich erschweren wird.

### Schlangentanz
Das bekannteste Hopi-Ritual ist der Schlangentanz, der alle zwei Jahre Ende August durchgeführt wird. Er ist ein Ritual, in dem um Regen und eine gute Ernte gebetet wird. Das Schlangentanz-Ritual, an dem zwei geheime Priestergruppen, die „Antilopenpriester“ und die „Schlangenpriester“ beteiligt sind, dauert neun Tage. An den ersten vier Tagen werden Schlangen der weiteren Umgebung gefangen. In Arizona ist dies am häufigsten die Prärieklapperschlange (Crotalus viridis). Nach weiteren Vorbereitungen (Errichten von Altären, „Gebetsstöcken“ als Wegmarkierungen, Rauchzeremonien) wird am achten und neunten Tag die Öffentlichkeit zugelassen. Auch Gäste aus Europa und den USA wohnen der Kulthandlung bei, der bekannteste Gast war der frühere US-Präsident Theodore Roosevelt. Die Zuschauer sehen aber nur einen kurzen, jedoch aufregenden Ausschnitt einer längeren Zeremonie, von der das meiste geheim in Kivas zelebriert wird.
Am Abend des achten Tags findet der „Korntanz“, mit der Bitte um eine gute Ernte, statt, am neunten das Schlangenritual der beiden Priestergruppen mit der Bitte um Regen. Dabei werden die Schlangen hin- und hergereicht, in den Mund genommen und am Nacken mit Lippen oder Zähnen festgehalten. Teile der Zeremonie, sogenannte „heilige Waschungen“ der Schlangen, finden im Geheimen statt. In der Nacht danach werden die Schlangen in alle Richtungen davongetragen und an den „Gebetsstöcken“ freigelassen, damit sie die Gebete an die Götter überbringen.
Das Geheimnis, warum kein Hopi-Priester jemals von einer Klapperschlange gebissen und getötet wurde, ist schwierig zu erklären, weil die im Tanz verwendeten Schlangen tabu sind und es streng verboten ist, sie danach zu berühren. Die vor dem Tanz untersuchte Schlangen hatten voll funktionsfähige Giftdrüsen und -zähne, wie Untersuchungen von Schlangen aus einer Hopi-Kiva durch Harry C. Yarrow 1885 ergaben. Erst 1941 hat der bedeutende Herpetologe Charles Mitchill Bogert (1908–1992) das Rätsel gelöst. Er hat, wie er selbst berichtet, mit einem Fernglas die Priester beobachtet, die die Schlangen davontrugen, und unter großer Gefahr eine „gebrauchte“ Schlange gefangen und untersucht. Dabei zeigte sich, dass die Giftzähne, auch alle Reservezähne herausgebrochen waren. Auch spätere Untersuchungen an den wenigen im Kult benutzten Klapperschlangen, an die die Forscher herankamen, zeigten bis heute denselben Befund.

## Kunst

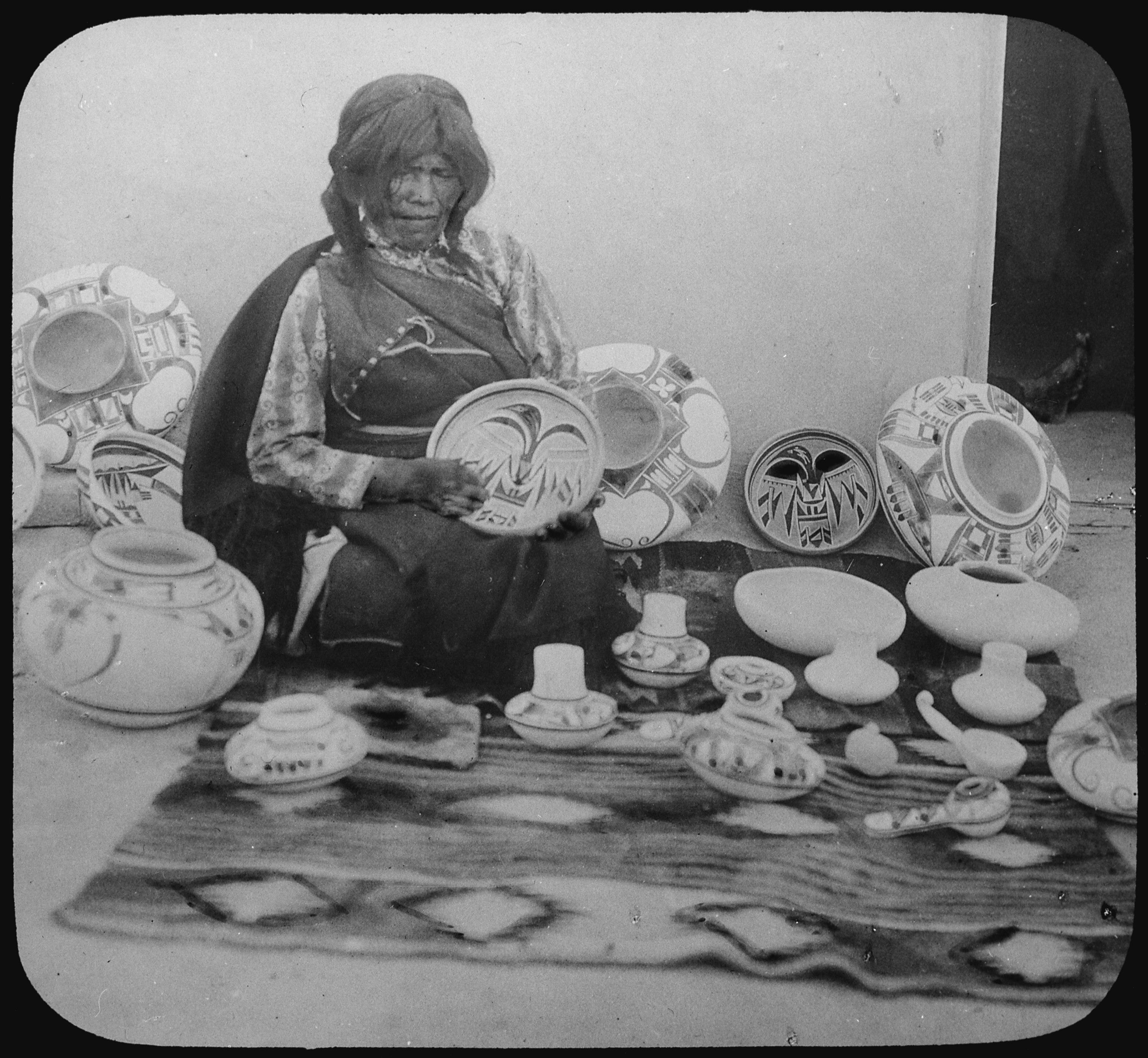
Nampeyo (Num-pa-yu – „die Schlange, die nicht beißt“), 1856–1942, berühmte Töpferin der Hopi-Tewa (Arizona Tewa) in Hano der First Mesa, hier mit Beispielen ihrer Töpferkunst

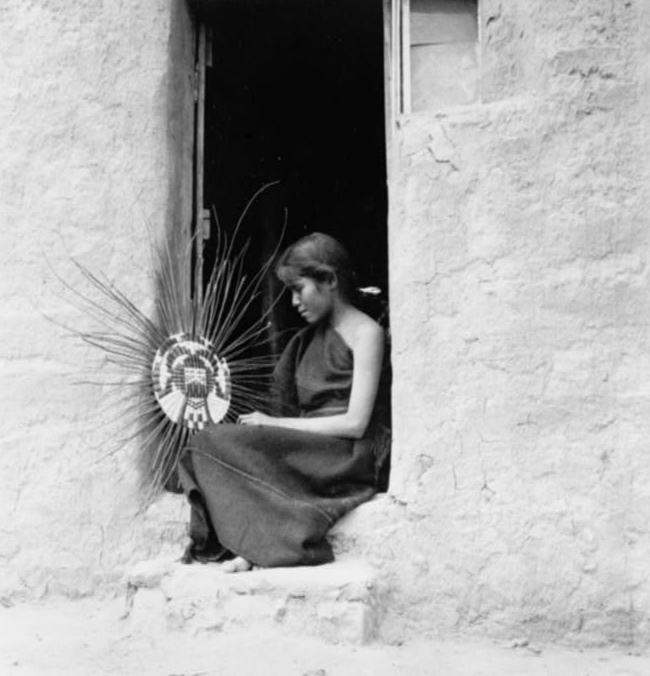
Hopi-Korbflechterin

Einige der schönsten Keramiken, Schmuckstücke und Korbwaren des Südwestens stammen von den Hopi, zudem waren sie ebenfalls für ihre Kachina-Schnitzkunst und Silberschmiedekunst bekannt. Heute drücken sich Hopi-Künstler auch mittels der Malerei, Glasherstellung, Fotografie und bildenden Kunst (Skulptur) und anderen zeitgenössischen Kunstformen aus.
Die Künstler der „First Mesa“ sind besonders für hochwertige handgefertigte (ohne Töpferscheibe) Töpferwaren, ihre geschnitzten Kachina-Figuren und künstlerische Gemälde bekannt. Für das Bemalen mit komplizierten Mustern werden Pinsel aus Yucca-Fasern und Naturfarben benutzt.
Die „Second Mesa“ und „Third Mesa“ sind weithin bekannt für feine gewebte traditionelle Hopi-Kleidung und Textilien, Flechterzeugnisses aus Yuccafasern und Weidenruten (wie z. B. mehrfarbigen Körben) sowie für künstlerischen Gemälde und den Hopi-Overlay-Schmuck.
Auf allen Mesas schnitzt man Kachina-Puppen aus den Wurzeln des Cottonwood-Baums, einer Pappelart. Die Silberschmiede haben sich auf besondere Auflagetechnik spezialisiert. Eine Reihe begabter Künstler fertigen auch Einlegearbeiten mit (Halb-)Edelsteinen (etwa Türkis), Korallen und Perlmutt an.

## Lebensweise früher und heute
Bei den Hopi war früher die Erbfolge über die Mütterlinie die Regel (Matrilinearität). Oraibis Bevölkerung zum Beispiel war gewöhnlich in 30 oder 31 matrilineare Clans aufgeteilt, die in neun größere soziale Einheiten gruppiert waren, den Phratrien (Clan-Verbänden), von denen es viele heute nicht mehr gibt. Zudem waren die Hopi früher strikt matrilokal, das besagt, die Braut blieb im Haus ihrer Mutter. Diesem Brauch wird heute nicht mehr traditionell nachgegangen.
Die Hopi versorgten sich selbst durch Ackerbau. Am meisten wurde Mais angebaut, aber sie pflanzten auch Bohnen, Kürbis, Melonen und eine Reihe weiterer Gemüse und Früchte. Seit die Europäer Schafe und Rinder mitbrachten, betrieben sie auch Viehzucht. Die Männer arbeiteten auf den Feldern und bei den Herden, zusätzlich bauten sie Häuser, veranstalteten die meisten Zeremonien, stellten Mokassins her und webten Kleidungsstücke und Decken. Die Frauen waren neben der üblichen Hausarbeit für die Korbmacherei und Töpferei zuständig, sie holten Wasser, beteiligten sich an der Gartenarbeit und beim Hausbau. Die Jagd spielte eine untergeordnete Rolle.
Mit dem Ende der Isolation haben eine wachsende Anzahl von Hopi die Lebensart ihrer Vorfahren verlassen. Gefangen in einem Prozess des schnellen kulturellen Wandels richten sie ihre Aufmerksamkeit nicht mehr nach innen auf ihre Pueblos, sondern nach außen auf die Dörfer, Städte und die Wirtschafts- sowie Gesundheitssysteme des weißen Mannes. Farmarbeit und Viehzucht sind noch immer wichtig, doch wird die Lohnarbeit zunehmend zur hauptsächlichen Einnahmequelle. Kein anderer Stamm produziert mehr handwerkliche Arbeiten als die Hopi, die sowohl in den Dörfern als auch außerhalb des Reservates verkauft werden.
Die Haltung der Hopi gegenüber Touristen ist sehr reserviert, aber höflich. Ein Besucherzentrum am Anfang des Reservates weist höflich darauf hin, dass ein Weiterfahren eigentlich nicht mehr notwendig, aber grundsätzlich erlaubt ist. Jedoch ist das Fotografieren, Filmen und Zeichnen in den Dörfern und in bestimmten Bereichen des Reservates strengstens verboten. Seit 1911 ist es verboten, die heiligen Zeremonien der Hopi zu fotografieren.

## Rezeption
Die Qatsi-Filmtrilogie von Godfrey Reggio verwendet Wörter aus der Hopi-Sprache als Filmtitel:
1. 1982: Koyaanisqatsi („Leben aus dem Gleichgewicht“)
2. 1988: Powaqqatsi („eine Lebensart, die die Lebenskräfte anderer Wesen aufbraucht, um sein eigenes Leben zu fördern/unterstützen“)
3. 2002: Naqoyqatsi („Ein Leben des Mordens“, „Krieg als Lebensinhalt“)

Ein Asteroid des äußeren Hauptgürtels ist nach den Hopi benannt:  (2938) Hopi.

## Dokumentarfilme
- James Danaqyumptewa, Anka Schmid, Agnes Barmettler: Techqua Ikachi. Land – mein Leben. Schweiz 1989 (erzählt die Stammesgeschichte der Hopi aus deren eigener Sicht- und Denkweise).